# ティレク・ティレセク美浜美術館
ティレク・ティレセク美浜美術館（ティレク･ティレセクみはまびじゅつかん）は、愛知県知多郡美浜町にある個人美術館。フランス人画家夫妻であるティレク（本名: Jiri TYLEK）とティレセク（本名: Zdenka TYLECEK）の油彩画を収集・保存・展示している。

## 歴史
2001年（平成13年）に開館した。

## 特色
チェコ・スロバキア生まれのフランス人画家ティレセク夫妻の油絵作品を所蔵･展示する。知多半島ユースホステルの館内にあって、海沿いの立地から伊勢湾を眺望できる。美術館エントランスでは、夫妻の手による美浜を主題とした壁画を見ることができる。　

## 所在地
〒470-3236 愛知県知多郡美浜町小野浦福島6-1

## 利用案内
- 開館時間 - 10:00〜17:00
- 休館日 - 火曜日（祝日の場合は開館し翌日休館）年末年始、他臨時休館日有り
- 入館料 - 大人1000円・高校生以下200円

### アクセス
- 名鉄知多新線 - 内海駅からタクシー利用または野間駅から美浜町巡回ミニバスに乗車、「美浜少年自然の家」停下車徒歩1分
- 知多半島道路
  - 美浜I.C.出口右折、県道274号を西進。国道247号上野間交差点を南へ約6.5km　「小野浦」信号前
  - 南知多I.C.出口左折、県道52号を「内海駅東」信号を右折、次の信号(左にローソン、右にパチンコ)を右折、「小野浦」信号前

## 装丁等
- 「悪友の条件」村松友視著　講談社　1999年
- 「情事」村松友視著　実業之日本社　1999年（村松友視の「視」の字本来の表記は「示」の右に「見」）